# Peter Grancich von Cetinathal
Peter Grancich von Cetinathal (5. května 1836 Sinj – 4. listopadu 1917 Olomouc) byl rakousko-uherský admirál chorvatského původu. U c. k. námořnictva sloužil od roku 1854 a zúčastnil se několika válek. Později se dlouhodobě uplatňoval především jako pedagog na výcvikových lodích C. k. námořní akademie. V závěru kariéry byl zástupcem velitele arzenálu v Pule (1889–1892). V roce 1892 byl penzionován v hodnosti kontradmirála a v roce 1901 byl povýšen do šlechtického stavu.

## Životopis

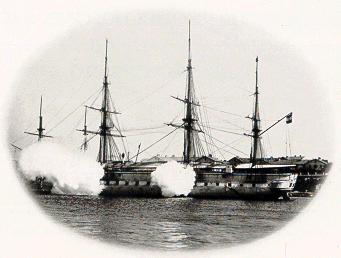
Fregata SMS Novara, vlajková loď Petera Granciche v letech 1886–1889

Pocházel z chorvatské rodiny (původní jméno Grančić), narodil se jako prostřední ze tří synů c. k. poručíka Antona Granciche (1781–1863). Studoval na gymnáziu a v letech 1850–1854 na námořní akademii v Terstu. V roce 1854 vstoupil jako kadet k námořnictvu a službu začínal na fregatě SMS Schwarzenberg. Poté sloužil na několika dalších lodích a také u námořní základny v Pule. V roce 1857 získal hodnost praporčíka a v roce 1859 se zúčastnil války se Sardinií. Ve Středomoří znovu sloužil na fregatě SMS Schwarzenberg a v roce 1861 byl přeložen k námořnímu arzenálu v Terstu. Jako pedagog poté působil na výcvikových lodích SMS Venus a SMS Bellona. 
Postupoval v hodnostech (poručík II. třídy 1864, poručík I. třídy 1866) a během války s Itálií se jako velitel dělového člunu SMS Wall zúčastnil bitvy u Visu (1866). Později znovu sloužil na výcvikových lodích C. k. námořní akademie a v letech 1873–1874  byl přidělen k říční plavbě na Dunaji v Budapešti. V letech 1876–1877 byl přeložen k vojenskému odboru námořní základny v Terstu a ke dni 1. května 1877 byl povýšen na korvetního kapitána. Po krátké službě u arzenálu v Pule byl v letech 1878–1879 prvním důstojníkem na pancéřové fregatě SMS Habsburg. Provizorně velel obrněné lodi SMS Custozza (1879–1880) a následně byl velitelem výcvikové lodi SMS Schwarzenberg. V hodnosti fregatního kapitána (1. listopadu 1881) byl vojenským referentem námořní základny v Pule (1881–1884), kde poté velel jednotkám námořní pěchoty (1884–1885). Na školní lodi SMS Saida absolvoval plavbu do zámoří s kadety C. k. námořní akademie (1884).
K datu 1. května 1885 byl povýšen na kapitána řadové lodi, byl velitelem obrněných lodí SMS Lissa (1885) a SMS Kaiser Max (1886). V letech 1886–1889 byl velitelem výcvikové lodi SMS Novara a nakonec v letech 1889–1892 zastával funkci zástupce velitele arzenálu v Pule. K datu 1. května 1892 byl penzionován a při té příležitosti obdržel hodnost kontradmirála.
Ve výslužbě žil v Terstu, Splitu a od roku 1911 v Trilji. Zemřel v Holicích (dnes součást Olomouce) 4. listopadu 1917 ve věku 81 let. 
V roce 1879 se oženil s Marií Salimbene (1841–1905), z manželství se narodily tři děti, dcery Ida a Alma, syn Wilhelm (1880–1947) sloužil u c. k. námořnictva a za první světové války dosáhl hodnosti korvetního kapitána.

## Tituly a ocenění
Během služby u námořnictva se stal nositelem několika vyznamenání. V roce 1901 byl povýšen do šlechtického stavu s predikátem Edler von Cetinathal. 
- Vojenský záslužný kříž s válečnou dekorací (1866)
- Válečná medaile (1873)
- Služební odznak pro důstojníky III. třídy (1877)
- Řád železné koruny III. třídy (1892)
- Jubilejní pamětní medaile (1898)
- Vojenský jubilejní kříž (1908)